# Квенел (Британска Колумбија)
Квенел (енгл. Quesnel) је град у Канади у покрајини Британска Колумбија. Према резултатима пописа 2011. у граду је живело 10.007 становника.

## Становништво
Према резултатима пописа становништва из 2011. у граду је живело 10.007 становника, што је за 7,3% више у односу на попис из 2006. када је регистровано 9.326 житеља.
| 2006. | 2011.  |
| ----- | ------ |
| 9.326 | 10.007 |